# 地理标记的照片

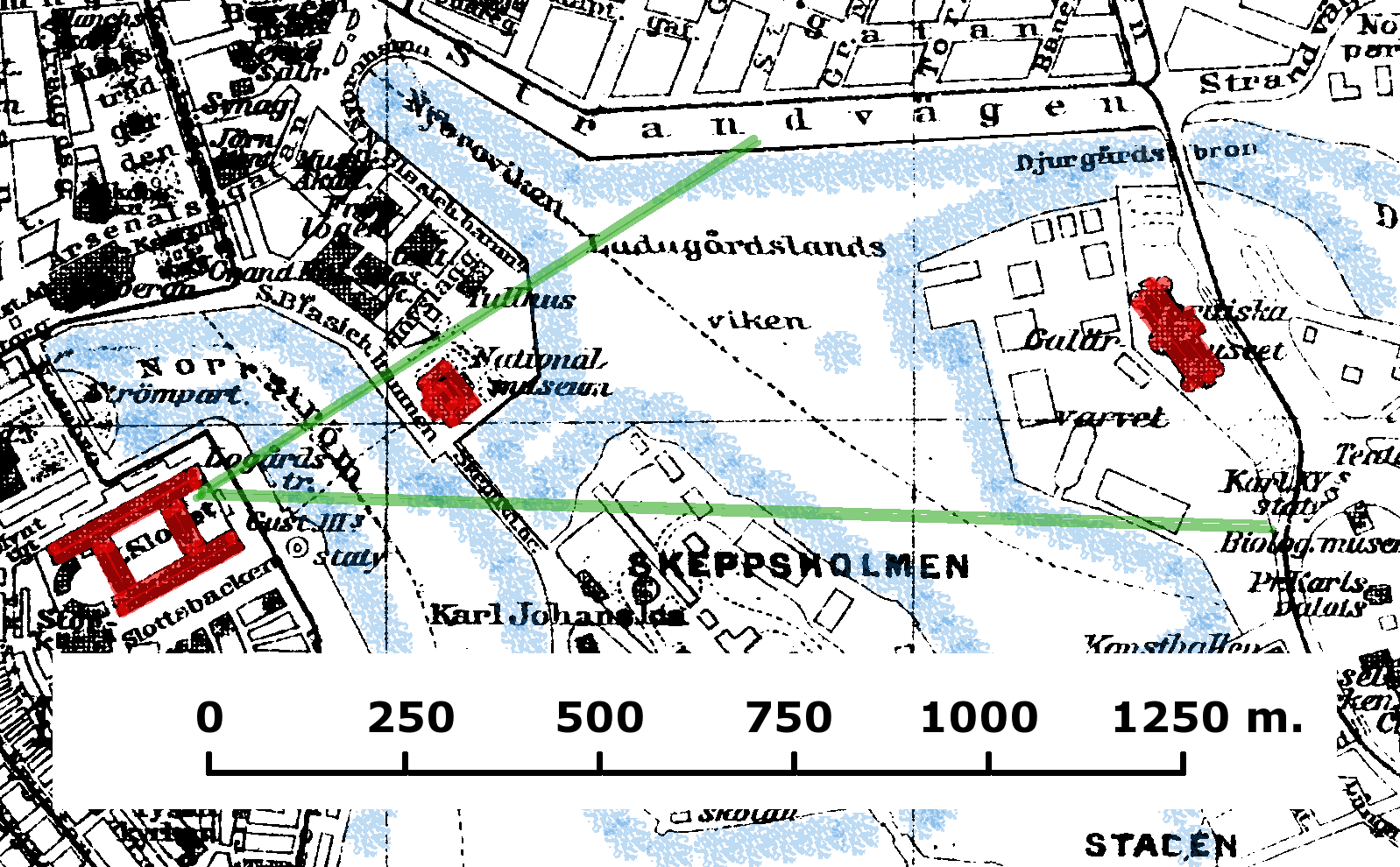
上图： 地图显示着摄影师的位置，距离其中一个建筑270米，距离另一个建筑1200米。 下图： 这幅图片应该用三个坐标中的的哪一个？

地理标记照片（英語：Geotagged photograph）是一个通过地理标记功能附有地理位置的照片。通常给照片标记地理位置至少有经度和纬度，也可以包括可选的海拔，罗盘方位和其他信息。
从理论上讲，一个图片的每一个部分可以被连接到一个地理位置，但最典型的应用中，只有摄影者的位置与整个数字图像相关联。这会影响搜索和检索。例如，一个山顶的照片可以从不同的相隔千里的位置上拍摄。要在图像数据库中找到一个特定的高峰的图像，必须考虑拍摄的所有照片的合理的距离。摄影师点的位置可以在某些情况下包含轴承，摄像头指向的方向，以及仰角和DOP（稀释精度）。

## 标记照片地理位置的方法
有几个地理标记照片的方法，包含自动或手动。自动的方法提供了最简单，最精确的方法标记图像地理位置，但要求在拍照时已经获得良好的信号。

### 自动使用内置GPS
一些制造商提供了一个内置GPS接收器的相机，但大多数具有这种能力的拍摄设备是拍照手机，相机制造商在最初的市场经验来看待GPS相机作为一个利基市场。2008年，Nikon P6000是一个早期的可拍摄带有地理位置标记的相机在2010年取代缺乏该功能的P7000。有些型号还包括一个罗盘，相机拍摄照片时可记录相机正对着的方向。
- Canon EOS 6D
- 松下Lumix DMC-TZ10（英语：Panasonic Lumix DMC-TZ10）
- Sony Alpha 55V （DSLR）
- Sony Alpha 65V （DSLR）
- 一些手机利用手机网络辅助全球卫星定位系统，以缩短首次定位时间（英语：Time to First Fix）。

### 自动使用外置GPS

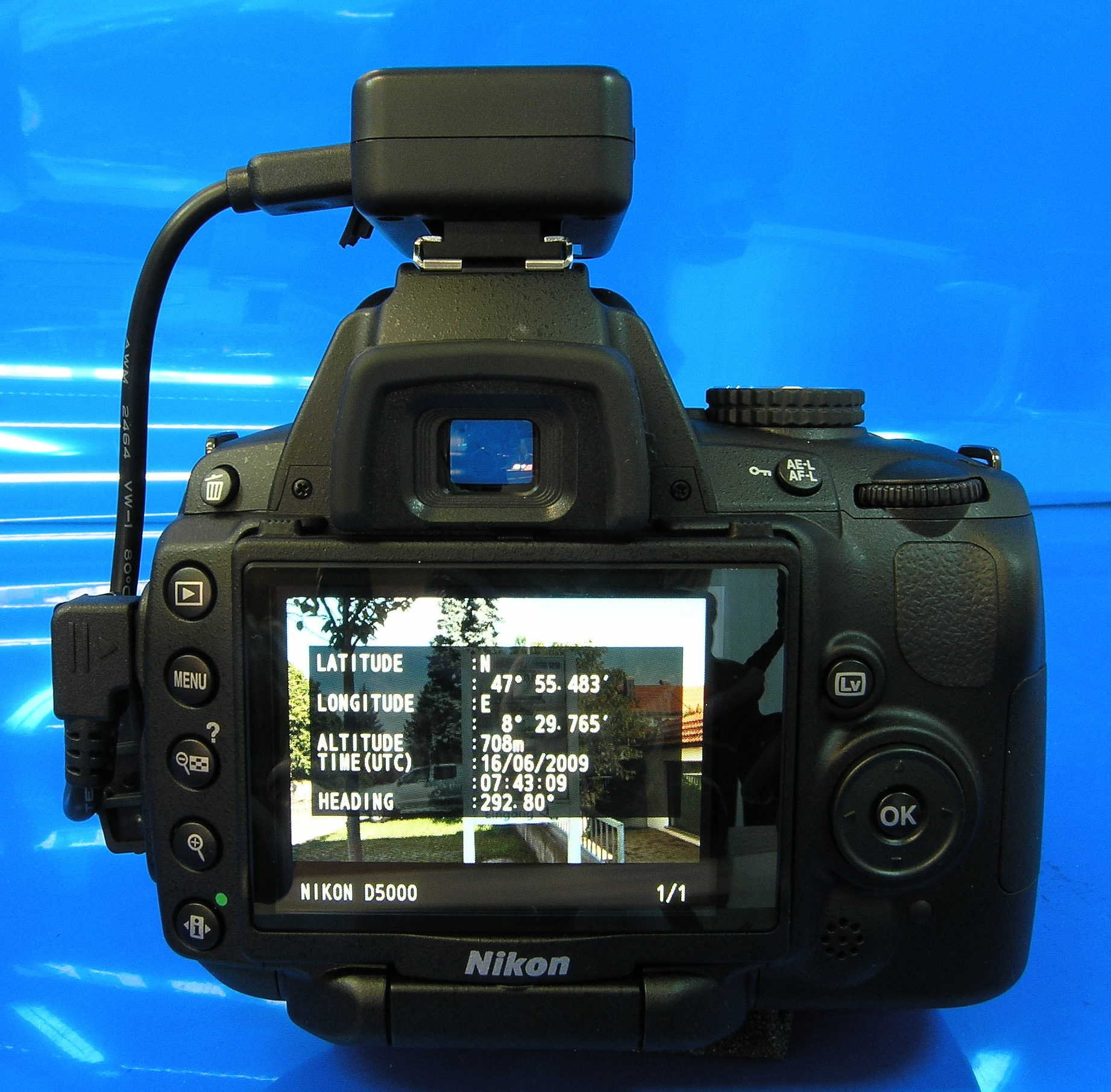
地理位置标记设备“Solmeta N2 Compass” + Nikon D5000

尼康D1X及D1H在2002年推出时支持GPS接口。2006年，首个尼康专用的GPS接收器由Dawntech发布。自2009年，尼康出售了自家的地理位置标记工具GP-1。佳能把使用USB接口的无线文件传输器（WFT）作为其GPS接口。
一些数码相机和拍照手机支持通过数据线连接的扩展全球定位系统接收器，或插入到存储卡插槽、闪光灯热靴。三星SH100可以使用Wi-Fi连接以从启用GPS的智能手机上获取位置。一般情况下，相关的GPS数据自动存储在拍摄照片时照片的EXIF信息。一个连接的GPS一般会保持连续启动，并需要供电，以便打开相机时位置信息可立即获得。
现在有许多支持GPS的相机，如由尼康，富士，索尼以及松下生产的。在实时地理标记中，自动产生地理位置标记结合实时传输及发布结果。

### 通过一个单独的GPS同步
当今出售的大多数相机不包含一个内置的GPS接收器，但是，仍然可以使用外部位置感知设备，如一个手持式的GPS記錄儀，与非GPS地理标记数码相机配套以进行记录地理位置标记。没有地理信息的照片拍摄以后可使用软件配合GPS数据进行处理。相机中的时间戳可以与记录的GPS信息的时间戳进行比较。然后，所得的坐标可以添加到照片的EXIF信息。

### 手动添加地理位置标记
即使没有使用GPS设备拍摄照片，位置信息也可以被添加到照片，例如通过其EXIF规范，输入经度/纬度。
通过直接输入坐标，或通过从地图的软件工具选择位置，即可输入位置信息。一些工具允许输入一个城市名称，邮政编码或一个街道名称。座標化和反座標化可以实现位置和地址的转换。
手动添加地理标记可能产生错误，某一张照片容易输入错误。一个先进的比较分析可通过输入照片周围的坐标，需要要完成出单，标志等照片，但这样一个软件的价值，需要和目的，可能会因为几乎所有的智能手机和相机有内置的GPS而被限制，用户不需要手动输入此信息地理标记。

### 远程防区外捕获

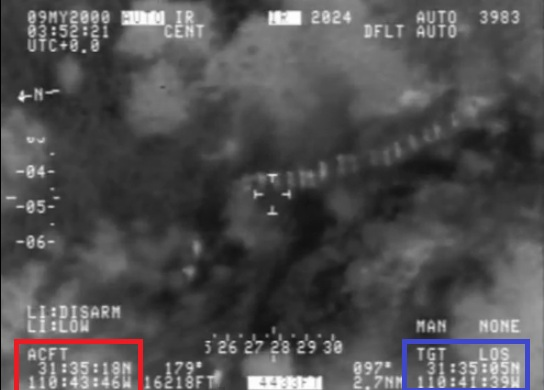
截图来自一架美國海關及邊境保衛局的MQ-1捕食者无人攻击机，显示着飞机的GPS位置（红色）和目标（蓝色）

有些军事和专业级GPS映射仪器厂家已经集成了GPS接收器，激光测距仪和数码相机。这些多功能工具是通过计算被检者的地理位置相对相机的GPS位置，能够确定远程对象的GPS位置。这些仪器通常用在军事应用，当飞机或操作者到达目标区域，且位置无法直接访问（例如，在一个山谷或湿地），这样可保障人身健康和安全（如在高速公路上），或用户希望在一个单一的，安全的位置（树木，街道标牌和家具）快速捕获多个目标。
目前市面上有厂家（如Ricoh和Surveylab等）提供民用集成GPS相机测距仪和远程防区外能力。

## 使用
当带有地理标记的照片上传到Flickr，Panoramio或移动博客等分享平台，可以在地图上看见拍照地点。通过这种方式，用户可以浏览照片，在一个给定区域的地图上查看照片，搜索，并查看其他用户的相关照片。
许多智能手机默认自动给照片添加地理位置标记。摄影者如果不喜欢透露自己的位置，可将其关闭。一些手机可以给用外部摄像头拍摄的照片添加标记。

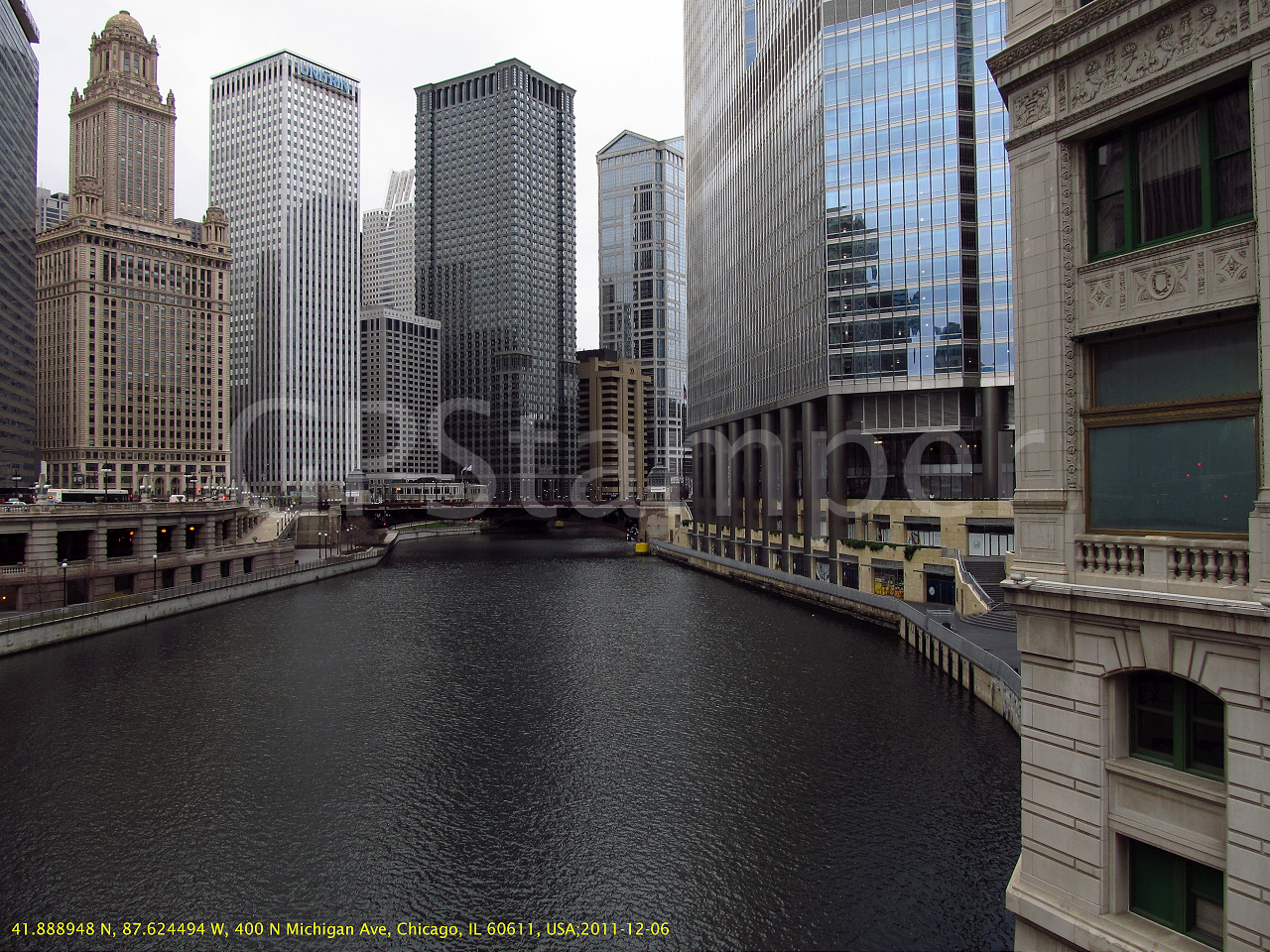
通过软件在照片上加盖了地理标记

利用软件工具，有地理标记的照片可以在画面上加盖其GPS位置信息。覆盖位置信息的照片可以通用和跨平台查看照片的位置，并可保留元数据，防止文件的元数据被破坏/移除，例如上传到各种在线照片共享社区时。
地理标记也被用来确定社会动态。例如，应用程序Instagram使用地理标记的照片找到附近发生的事件。